# Vickers Valentia
El Vickers Valentia fue un hidrocanoa británico de los años 20 del siglo xx, diseñado durante la Primera Guerra Mundial.

## Desarrollo
La Vickers Company construyó tres prototipos del Valentia en sus talleres de Barrow (quizá en la Isla Walney), habiendo sido encargados en mayo de 1918 como potencial reemplazo del Felixstowe F.5. El casco fue construido por los talleres S.E.Saunders en Cowes. El primero (matrícula N124) voló por primera vez el 5 de marzo de 1921, cuando Stanley Cockerell comenzó los vuelos de pruebas sobre el Solent. El N124 resultó dañado en un amerizaje en junio del mismo año y fue desguazado; el segundo, N125, realizó un aterrizaje forzoso en su vuelo de entrega, el 15 de marzo de 1922. El tercer hidrocanoa, N126, fue entregado en 1923 y usado en pruebas hasta que fue retirado en noviembre de 1924.
El nombre fue más tarde reutilizado para un avión de transporte, el Vickers Type 264 Valentia.

## Operadores
Reino Unido
- Marine and Armament Experimental Establishment

## Especificaciones
Referencia datos: Vickers Aircraft since 1908

### Características generales
- Tripulación: Cinco[5]
- Longitud: 17,7 m (58 ft)
- Envergadura: 34,1 m (112 ft)
- Peso vacío: 4536 kg (9997,3 lb)
- Peso cargado: 9662 kg (21 295 lb)
- Planta motriz: 2× motor lineal V12 refrigerado por agua Rolls-Royce Condor.
  - Potencia: 480 kW (662 HP; 653 CV) cada uno.

### Rendimiento
- Velocidad máxima operativa (Vno): 169 km/h (105 MPH; 91 kt)
- Alcance: 4 h 30 min[6]
- Tiempo a altitud: 9,5 min a 1800 m (6000 pies)

### Armamento
- Ametralladoras: 

  - 2x Lewis (provisión)

- Cañones: 

  - 1x COW de 37 mm (probado)[6]

## Aeronaves relacionadas

### Aeronaves similares
- Felixstowe F.5
- Phoenix P.5 Cork
- Short N.3 Cromarty
- Supermarine Swan
- Saunders A.14